# Robert Huber
Robert Huber (n. 20 februarie 1937, München, Germania) este un biochimist german, laureat al Premiului Nobel pentru chimie (1988).